# Время псов
«Время псов» (англ. Hunter's Prayer) — англо-американский боевик режиссёра Джонатана Мостоу про убийцу, помогающего молодой женщине отомстить за гибель своей семьи. В главной роли Сэм Уортингтон. Премьера фильма состоялась 8 июня 2017 года.

## Сюжет
Лукас (Сэм Уортингтон) нанят убить молодую девушку Эллу (Одейя Раш), но когда он не может заставить себя спустить курок, план разваливается, запуская игру в кошки-мышки. Теперь оба отмечены смертью и вынуждены создать непростой союз. Им, преследуемым по всей Европе, остаётся единственная надежда на выживание — разоблачить виновных в жестоком убийстве семьи девушки и предать их суду.

## В ролях
- Сэм Уортингтон — Стивен Лукас[4]
- Одейя Раш — Элла Хатто
- Аллен Лич — Ричард Эддисон
- Мартин Компстон — Итан[5]
- Эудальт Фонт — Серджио
- Самира Рок (в титрах как: Sameera Eligeti) — Сильви
- Эми Ландекер — Бэнкс[5]
- Вероника Эчеги — Дани[5]
- Клаудия Трухильо — Мими

## Производство
30 января 2013 года стало известно, что главную роль в фильме сыграет Сэм Уортингтон, а 13 мая 2013 года была названа исполнительница главной женской роли — Хейли Стайнфилд, однако 8 ноября 2014 года был объявлен окончательный актёрский состав, в котором место партнёрши Уортингтона заняла Одейя Раш.
Съёмки начались в начале ноября 2014 года в Йоркшире (Англия). Некоторые сцены были сняты в Швейцарии, Нью-Йорке, Германии, Испании, Лидсе, Харрогейте, Хелмсли, Скарборо, Солтейре и Венгрии.

## Критика
Фильм получил смешанные отзывы кинокритиков. На сайте Rotten Tomatoes фильм имеет рейтинг 41 % на основе 17 рецензий со средним баллом 5 из 10. На сайте Metacritic фильм имеет оценку 35 из 100 на основе 5 рецензий критиков, что соответствует статусу «в целом неблагоприятные отзывы».